# Phytocoris schwarzi
Phytocoris schwarzi är en insektsart som beskrevs av Stonedahl 1988. Phytocoris schwarzi ingår i släktet Phytocoris och familjen ängsskinnbaggar. Inga underarter finns listade i Catalogue of Life.